# Croquet nos Jogos Olímpicos de Verão de 1900 - Simples, uma bola
A disputa de simples com uma bola do croquet nos Jogos Olímpicos de Verão de 1900 ocorreu em 28 de junho de 1900. Nove atletas de dois países competiram.

## Medalhistas
| Ouro   | FRA Aumoitte  |
| Prata  | FRA Johin     |
| Bronze | FRA Waydelich |

## Resultados

### Primeira fase
A primeira fase eliminou cinco atletas, classificando quatro para a final.
| Pos. | Jogador              | Placar |
| ---- | -------------------- | ------ |
| 1    | FRA Waydelich        | 11     |
| 2    | FRA Johin            | 13     |
| 3    | FRA Blachère         | 17     |
| 4    | FRA Aumoitte         | 18     |
| 5    | FRA Desprès          | 24     |
| —    | FRA Filleaul Brohy   | DNF    |
| —    | BEL Marcel Haentjens | DNF    |
| —    | FRA Marie Ohnier     | DNF    |
| —    | FRA Sautereau        | DNF    |

### Segunda fase
Waydelich e Blachère foram eliminados na segunda fase. Waydelich, em terceiro lugar, é considerado pelo COI o medalhista de bronze.
| Pos. | Jogador       | Placar |
| ---- | ------------- | ------ |
| 1    | FRA Johin     | 16     |
| 2    | FRA Aumoitte  | 18     |
|      | FRA Waydelich | 20     |
| 4    | FRA Blachère  | 22     |

### Final
| Pos. | Jogador      | Placar |
| ---- | ------------ | ------ |
|      | FRA Aumoitte | 15     |
|      | FRA Johin    | 21     |